# Francisco López Ballesteros
Francisco López Ballesteros, (Brea de Aragón (Saragossa), 1770 - París, 29 de juny de 1832) va ser un general espanyol.

## Biografia
Estudià a l'Acadèmia Militar de Saragossa i va lluitar contra els francesos en la Guerra Gran de 1793. En 1804 va ser destituït dels seus càrrecs per faltes en el servei, però Godoy el va rehabilitar fent-li cap de duanas en Astúries.
Després de la invasió francesa de 1808, va obtenir de la Junta d'Astúries una divisió que va unir a les Blake i Castaños. Va lluitar uns anys amb èxit al sud d'Espanya. Va alliberar Màlaga de les tropes franceses a l'agost de 1812. Va manar una divisió d'infanteria a la batalla de La Albuera (16 de maig de 1811). Després del nomenament de Wellington com a cap suprem dels exèrcits espanyols, es va negar a lluitar sota les seves ordres, per la qual cosa va ser enviat a Ceuta.
Cridat de tornada poc temps després, va liderar una unitat militar a les muntanyes de Ronda. En 1811 va ser nomenat tinent general i en 1815 ministre de la Guerra de Ferran VII. Caigut en desgràcia per les seves idees liberals, fou bandejat a Valladolid amb la meitat de la paga.
Després de l'inici del trienni liberal en 1820, va ser cridat de tornada a Madrid, va exhortar al rei, a signar la Constitució de 1812 i es va convertir en vicepresident de la junta provisional. Va fer mèrits tancant moltes presons de la inquisició i retornant les llibertats municipals.
El 7 de juliol de 1822, amb la victòria de Ballesteros sobre la guàrdia reial revoltada es va evitar la caiguda de la Constitució. Va ser nomenat capità general de Madrid. En 1823 havia de contenir als francesos del duc d'Angulema a la frontera del Bidasoa, però es va retirar sense lluitar fins a la batalla de Campillo de Arenas (Jaén). Va haver de capitular el 21 d'agost de 1823 a Caporla i lliurar-se al rei.
L'1 d'octubre de 1823 Ferran VII va anul·lar totes les actuacions del govern constitucional i va destituir tots els funcionaris i oficials que no havien estat fidels. Ballesteros es va retirar a Cadis, des d'on va fugir en un vaixell anglès, ja que l'amnistia de 1824 l'havia exclòs expressament. A partir d'aquest moment es va assentar a París, on va morir el 29 de juny de 1832.